# Аурнхаймер, Георг Леонхард
Георг Леонхард Аурнхаймер (нем. Georg Leonhard Aurnheimer; 21 мая 1766, Нюрнберг — 1 ноября 1829, Нюрнберг) — немецкий театральный деятель.
Владелец ресторанов «Bayrische Hof» в Нюрнберге и «Zum Goldenen Reichsadler» в Эрлангене. В 1801 г. основал в Нюрнберге Нюрнбергский национальный театр (нем. Nürnberger Nationaltheater) — первую в городе независимую театральную сцену — и построил для неё здание на Лоренцер-Плац, расположив на фасаде надпись: «Истине, добродетели, мудрости, музам воздвиг сей храм из любви к своей родине Аурнхаймер» (лат. Veritati. Virtuti. Sapientiae. Musisque erexit hoc Templum Artium Aestimator Optimum suae patriae optans Aurnheimer). Театр Аурнхаймера служил основной сценической площадкой города до сооружения в 1833 году городского театра.